# Sierra Madre Południowa
Sierra Madre Południowa (hiszp. Sierra Madre del Sur) – pasmo górskie o długości około 1000 km rozciągające się wzdłuż wybrzeża pacyficznego w południowej części Meksyku. Rozciąga się przez trzy meksykańskie stany; rozpoczyna się w południowej części Michoacán, następnie w kierunku zachodnim poprzez Guerrero, do przesmyku Tehuantepec w południowej części Oaxaca. W najwyższym punkcie, znajdującym się w Guerrero, osiąga 3703 m n.p.m.